# Little Earthquakes
Little Earthquakes is het debuutalbum van de Amerikaanse zangeres Tori Amos.

## Opnames
Na het uiteenvallen van de synthpopband Y Kant Tori Read ging Amos in 1990 naar Atlantic Records met een demo-tape met daarop de volgende nummers: "Russia" (wat later "Take to the Sky" werd), "Mary", "Crucify", "Happy Phantom", "Leather", "Winter", "Sweet Dreams", "Song for Eric", "Learn to Fly", "Flying Dutchman". Na overleg met Atlantic werden een aantal nummers geschrapt ("Flying Dutchman", "Sweet Dreams" en "Russia"/"Take to the Sky" zouden later als B-kant alsnog uitgebracht worden) en Amos nam met haar vriend Eric Rosse demo's van vier nieuwe nummers op: "Girl", "Precious Things", "Tear in your Hand" en "Little Eartquakes". Hierna gaf Atlantic het groene licht om de studio in te duiken en het album op te nemen.
Amos heeft het album in Londen opgenomen. Tijdens de opnames heeft ze nog twee tracks, "Me and a Gun" en "China" (gebaseerd op het reeds in 1987 geschreven "Distance") aan het album toegevoegd.

## Release en ontvangst
Het album is op 13 januari 1992 uitgebracht in het Verenigd Koninkrijk en kort erna in de Verenigde Staten. In het VK bleef het album bijna een half jaar in de Album Top 75 staan en behaalde uiteindelijk de gouden status. In de VS kwam de plaat niet hoger dan positie 54, maar behaalde toch dubbel-platina. Ook in Nederland, Duitsland, Frankrijk, Canada en Australië werden bescheiden successen geboekt in de hitlijsten.
Van het album zijn vijf singles uitgebracht: "Me and a Gun", "Silent all these Years", "China", "Winter" en "Crucify". Elke cd-single had meerdere B-kantjes die niet op het album zelf staan. Op de Amerikaanse versie van "Crucify" en de Europese versie van "Winter" staan drie covers: "Smells Like Teen Spirit" (Nirvana), "Angie" (The Rolling Stones) en "Thank You" (Led Zeppelin).
In 2015 is een "deluxe edition" van het album uitgebracht als dubbel-cd. De eerste cd bevat het album, opnieuw gemasterd. De tweede cd bevat demo's, B-kantjes en enkele live-opnames.
Het nummer "Me and a Gun" werd in 1994 gesampled door de Britse tranceact Salt Tank in het nummer Eugina.

## Tracklisting
1. . "Crucify"
2. . "Girl"
3. . "Silent all these Years"
4. . "Precious Things"
5. . "Winter"
6. . "Happy Phantom"
7. . "China"
8. . "Leather"
9. . "Mother"
10. . "Tear in your Hand"
11. . "Me and a Gun"
12. . "Little Earthquakes"